# Capitólio (Minas Gerais)
Capitólio es un municipio brasileño del estado de Minas Gerais en Brasil. Está ubicado en la región sudeste de ese país y ocupa una superficie de 521.802 km², de los cuales 7,5 km² son zona urbana. Su población se estimó en 8 693 habitantes en 2021.

## Historia
En 1939, el Distrito de Capitólio fue elevado a la Vila de Capitólio. 
En 1943, la entonces vila de Capitólio se incorporó al municipio de Piumhi.
El día 8 de enero de 2022 ocurrió un deslizamiento de rocas en el Lago de Furnas. Diez muertes fueron confirmadas, además de numerosos heridos.
El evento tuvo amplia repercusión internacional.